# 1 Kielecka Drużyna Harcerska
1 Kielecka Drużyna Harcerska imienia Emilii Plater i Dionizego Czachowskiego – powstała w grudniu 1912 roku. Należy do najstarszych drużyn w Polsce i pierwszych na ziemi kieleckiej.

## Historia

### Powstanie
Jesienią 1912 roku w Kieleckiej Miejskiej Szkole Handlowej pod wpływem skautingu Drużyn Strzeleckich i Związku Strzeleckiego oraz inspiracji Organizacji Młodzieży Niepodległościowej „Zarzewie” powstały niezależnie od siebie 3 nielegalne zastępy skautowe, które dały początek harcerstwu kieleckiemu. Późną jesienią powstały jeszcze dwa zastępy. W grudniu zastępy zjednoczyły się. Na czele powstałej w ten sposób 1 Kieleckiej Drużyny Harcerskiej stanął C. Mierzejewski. Na początku 1914 roku drużyna liczyła około 100 harcerzy. Na czas I wojny światowej drużyna zawiesiła działalność.
Wiosną 1915 roku drużyna wznowiła działalność i nastąpił jej rozwój. Na początku roku 1916 liczyła 5 plutonów starszych i 4 młodsze. Harcerstwo w Kielcach organizowało się w 1 KDH, która wysyłała instruktorów do drużyn kieleckich. Harcerze 1 KDH byli inicjatorami uczczenia pamięci uczestników powstania styczniowego i brali udział we wzniesieniu krzyża na wzgórzu Brusznia pod Kielcami w maju 1917 roku. Jesienią 1918 roku harcerze wstępowali do Batalionu Harcerskiego w Warszawie. W kompanii małopolskiej było 40 Kielczan, wśród nich harcerze Jedynki.

### Okres międzywojenny
W czasie wojny w 1920 roku starsi harcerze służyli w szeregach Armii Ochotniczej. Młodsi harcerze pełnili służbę pomocniczą w Pogotowiu Harcerskim. Harcerze 1 KDH uczestniczyli w II powstaniu śląskim biorąc udział w walkach Batalionu Harcerskiego 11 Pułku Piechoty. W walkach o niepodległość i zjednoczenie Polski w latach 1914–1920 poległo 30 harcerzy jedynki. W latach 1918–1922 harcerze pomagali żołnierzom polskim.
W latach 20. harcerze 1 KDH i zastęp „Jastrzębi” założyli pismo „Ślad”. Wielkimi wydarzeniami w życiu drużyny był udział w Zlotach Narodowych ZHP (lipiec 1924, lipiec 1929) i udział w Zlocie Skautów Słowiańskich w Pradze w 1931 roku.
W związku z rozwojem drużyny od 1928 roku czyniono starania o powołanie I. Szczepu Harcerzy. W skład szczepu weszła obok drużyna harcerzy starszych, harcerzy młodszych, Gromada Zuchowa im. S. Żółkiewskiego i 1 Białogońska Drużyna Harcerska.
16 kwietnia 1932 roku odbył się Wieczór Harcerski w ramach obchodów jubileuszu 20-lecia działalności 1 KDH. Jesienią 1932 roku nastąpiło wręczenie sztandaru 1 KDH.

### Lata okupacji
Harcerze 1 KDH brali udział w pracach Pogotowia Wojennego Harcerzy. Pierwszą w czasie okupacji zbiorową akcją sprawności i organizacji były obchody Święta Trzeciego Maja pod Krzyżem Harcerskim – Pomnikiem Powstańców z 1863 roku 3 maja 1940 na górze Bruszni pod Karczówką.
Harcerze 1 KDH brali udział w tzw. „akcji bukietowej” – akcja propagandowa. Podczas akcji małego sabotażu w Kielcach 11 listopada 1941 roku nastąpiło aresztowanie przez Gestapo w Kielcach 6 członków Szarych Szeregów, w tym 3 harcerzy 1 KDH.
Podczas trwania okupacji zaginął sztandar drużyny przeniesiony przez druha Adamczyka (zginął w obozie koncentracyjnym) w niewiadome miejsce. Harcerze 1 KDH walczyli z hitlerowskim okupantem, wielu z nich zginęło w walce o wolność Ojczyzny.

### Służba Polsce Ludowej
Po wojnie w maju 1945 roku reaktywowano drużynę. Harcerze podejmowali prace na rzecz organizacji społecznych oraz przy odbudowie kraju w ramach Harcerskiej Służby Polsce. 17 listopada 1946 roku odbyła się uroczystość wręczenia sztandaru w Sali Portretowej zamku kieleckiego. W grudniu 1945 roku odbyła się premiera sztuki „Prawy Harcerz” wystawianej przez I Szczep.
W latach 1946–1947 zreformowano szczep, który liczył około 200 członków. W związku z rozkazem naczelnika ZHP rozwiązano Szczep, organizacja harcerska działająca w Liceum im. J. Śniadeckiego powróciła do działalności w schemacie: 1 drużyna podzielona na zastępy i plutony.
Lata 1948–1950 – stan liczebny 1 KDH zmniejszył się do 100 członków. Kadra drużyny uczestniczyła w obozach organizowanych w ramach Centralnej Akcji szkoleniowej. Harcerze 1 KDH brali udział w obozach letnich i zimowych. Pierwszy po wojnie obóz wędrowny po Górach Świętokrzyskich trwał 7 dni, natomiast pierwsze zimowisko miało miejsce w Zakopanem.
W 1956 roku utworzono 1 KDH przy II Żeńskiej Szkole Ogólnokształcącej. Drużynową została K. Letniowska. W 1958 roku nastąpiło zespolenie działających w szkole drużyn w jedną 1 KDH im. Emilii Plater. Drużyna brała udział w zlotach drużyn na Stadionie w Cedzynie (1958 r.), uczestniczyła w akcji „Sprzysiężenia Świętokrzyskiego”.
Jesienią 1958 roku reaktywowano Liceum Ogólnokształcące im. J. Śniadeckiego jako II Liceum (koedukacyjne). W latach 60. 1 KDH brała udział w uroczystościach związanych z obchodami Tysiąclecia Państwa Polskiego, realizowała program harcerstwa Kielecczyzny pod kryptonimem „Ciekoty”, zdobywała znak „Żeromskiego”. 1 KDH wzięła udział w czynach zjazdowych z okazji IV zjazdu ZHP.
W latach 70. drużyna brała udział w czynach na rzecz miasta pod hasłem „Wiosna Judymów”, w finale dwuletniej kampanii programowej „Śladami Żeromskiego” i w uroczystościach nadania Kieleckiej Chorągwi ZHP imienia Stefana Żeromskiego (6 czerwca 1971).
W latach 1971–1972 harcerze utworzyli samodzielną drużynę im. S. Witkiewicza. Od 1973 roku harcerze i harcerki pracujący w II Liceum m. J. Śniadeckiego rozpoczęli działalność jako Drużyna Harcerskiej Służby Polsce Socjalistycznej. Przystąpiono do tworzenia Szczepu. Utworzono go w połowie lutego 1974 roku. Pełna nazwa brzmiała: II Szczep Harcerskiej Służby Polsce Socjalistycznej im. Dionizego Czachowskiego przy II Liceum Ogólnokształcącym im. J. Śniadeckiego w Kielcach. Harcerze jedynki brali udział w akcji szczepu „Patron” mającej na celu zgromadzenie danych i pamiątek po płk D. Czachowskim. W latach 1974–1975 harcerze zdobywali odznakę chorągwianą „Jodła”. 8 maja 1980 roku drużyna brała udział w uroczystościach nadania hufcowi kieleckiemu imienia Obrońców Westerplatte.

### Lata dziewięćdziesiąte XX wieku
W marcu 1995 roku nastąpiło ponowne reaktywowanie drużyny, a już dwa miesiące później drużyna obchodziła 50 rocznicę reaktywowania po okresie okupacji. Z tej okazji został zorganizowany Wieczór Harcerski. Odbył się on 5 maja 1995 roku. W 1997 r. drużyna używa nazwy „Słoneczna”. 15-osobowy patrol 1 KDH brał udział w XXXIX Rajdzie Świętokrzyskim. W 1998 roku nastąpiło reaktywowanie 1 ŻKDH. Drużyna brała udział w licznych rajdach: Ciekocki, Bastion, Iskierka. 9 maja 1998 roku przy II Liceum Ogólnokształcącym został zawiązany Słoneczny szczep Gór Świętokrzyskich. W skład szczepu weszły m.in. 1 KDH i 1 ŻKDH. Atrybutem Szczepu była chusta koloru żółtego.
28 września 2001 1 ŻKDH im. E. Plater połączyła się z 1 KDH im. D. Czachowskiego. Drużyna występuje obecnie pod nazwą 1 Kielecka Drużyna Harcerska imienia Emilii Plater i Dionizego Czachowskiego. Pierwszą drużynową została sam. J. Karpeta. Drużyna aktywnie bierze udział zarówno w wydarzeniach harcerskich regionalnych, jak i ogólnopolskich.